# Crocidura zaphiri
Crocidura zaphiri är en däggdjursart som beskrevs av Guy Dollman 1915. Crocidura zaphiri ingår i släktet Crocidura och familjen näbbmöss. IUCN kategoriserar arten globalt som otillräckligt studerad. Inga underarter finns listade i Catalogue of Life.
Arten förekommer med flera från varandra skilda populationer i Etiopien och Kenya. Den lever där i skogar.